# Hagel (motorfiets)
Hagel is een Duits historisch merk van motorfietsen.
De bedrijfsnaam was: Hagel Kraftradbau AG, Nürnberg
Hagel maakte in 1925 een beperkt aantal motorfietsen met eigen 247cc-tweetaktmotor. Het jaar had men niet slechter kunnen kiezen: in 1925 sloten juist meer dan 150 Duitse merken de poort vanwege de enorme concurrentie op de markt van lichte, betaalbare motorfietsen. Daar kwam nog bij dat Hagel een eigen motor gebruikte, terwijl klanten juist meer vertrouwen stelden in inbouwmotoren van bekende merken. De productie van Hagel moest dan ook binnen een jaar worden beëindigd.